# Kleine bonte buizerd
De kleine bonte buizerd (Leucopternis semiplumbeus) is een roofvogel uit de familie van de havikachtigen (Accipitridae).

## Verspreiding en leefgebied
Deze soort komt voor van Honduras tot noordwestelijk Ecuador.

## Status
De grootte van de populatie is in 2019 geschat op 20-50 duizend volwassen vogels. Op de Rode lijst van de IUCN heeft deze soort de status niet bedreigd.